# Hyllus cornutus
Hyllus cornutus là một loài nhện trong họ Salticidae.
Loài này thuộc chi Hyllus. Hyllus cornutus được John Blackwall miêu tả năm 1866.